# Madeleine Herren
Madeleine Herren-Oesch (* 26 de enero de 1956 en Berna) es una historiadora de Suiza.
Madeleine Herren-Oesch estudió historia y germanística en la Universidad de Berna. Escribió su licenciatura sobre "Aspectos de la política social en Cisleitania" y en 1989 su tesis doctoral sobre la "Política social en el ámbito internacional antes de la Primera Guerra Mundial desde la perspectiva de la tercera república francesa". En 1997 se habilitó con "Puertas traseras al Poder. Internacionalismo y orientación hacia la modernización de la política exterior en Bélgica, Suiza y EE. UU. de 1865-1914". Madeleine Herren-Oesch fue de 2004 a 2013 Profesora de Historia de la Modernidad en la Universidad de Heidelberg. Desde el 1 de abril de 2013 es la directora del Instituto Europeo de la Universidad de Basel.

## Publicaciones
- Política social en el ámbito internacional antes de la Primera Guerra Mundial, Berlín 1993. (Título original: Internationale Sozialpolitik vor dem Ersten Weltkrieg.)
- Puertas traseras al Poder. Internacionalismo y orientación hacia la modernización de la política exterior en Bélgica, Suiza y EE. UU. de 1865-1914. Múnich 2000. (Título original:Hintertüren zur Macht. Internationalismus und modernisierungsorientierte Außenpolitik in Belgien, der Schweiz und den USA 1865-1914.)
- Red de la política exterior. Organizaciones internacionales y congresos como instrumentos de la política exterior suiza de 1914-1950, Madeleine Herren-Oesch y Sacha Zala, Zúrich 2002. (Título original: Netzwerk Außenpolitik. Internationale Organisationen und Kongresse als Instrumente der schweizerischen Außenpolitik 1914-1950)
- Internationale Organisationen seit 1865. Eine Globalgeschichte der internationalen Ordnung. Wiss. Buchgesellschaft, Darmstadt 2009, ISBN 978-3-534-20365-9.
- Inszeniertes Leben. Die entzauberte Biografie des Selbstdarstellers Dr. Tomarkin, Madeleine Herren, Franziska Rogger, Köln/Wien 2012.
- Transcultural History. Sources, Theories, Methods, Madeleine Herren, Martin Rüesch, Christiane Sibille, Heidelberg 2012.

- Datos: Q117014